# Кути (Крупський район)
Кути (біл. вёска Куты) — село в складі Крупського району Мінської області, Білорусь. Село підпорядковане Бобрській сільській раді, розташоване в східній частині області.